# Америка (газета української діаспори США)
Америка — перший часопис української діаспори США.
Виходив з 15 серпня 1886 року по 22 лютого 1890 року.
Видавець — уродженець Тернопільщини отець І. Волянський. Потім часопис перебрала українська греко-католицька парафія у місті Шенандоа (штат Пенсільванія).
Редактори: Володимир Сіменович, пізніше — К. Андрухович.